# Записка Дурново

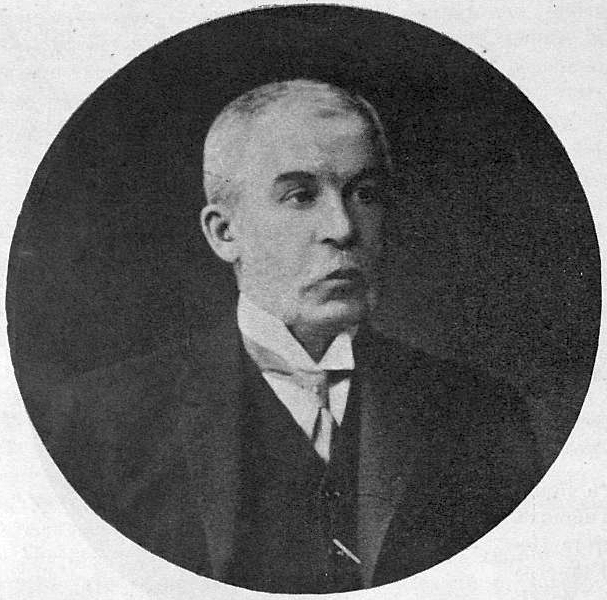
П. Н. Дурново (1842—1915)

Записка Дурново́ — меморандум члена Государственного совета Российской империи, бывшего министра внутренних дел П. Н. Дурново́, который был подан Николаю II в феврале 1914 года, незадолго до начала Первой мировой войны. Аналитическая записка, предостерегавшая от вступления России в мировую войну, была обнаружена при разборе бумаг императора большевиками и опубликована в журнале «Красная новь» (1922, № 6). Политических последствий эта записка не имела — неизвестно даже, прочитал ли её царь.
В своей записке Дурново точно предсказал состав двух основных коалиций в надвигавшейся мировой войне и указал, что России достанется главная тяжесть войны и «роль тарана, пробивающего самую толщу немецкой обороны», так же точно отметив «недостаточность наших военных запасов», в будущем породившую «снарядный голод» 1914—1915 годов, и будущую блокаду Балтийского и Чёрного морей.
Крайне любопытно замечание П. Н. Дурново по поводу возможного присоединения к Российской империи Прикарпатской Руси, входившей на тот момент в состав Австро-Венгерского государства и шесть столетий управляемой поляками: «… в отношении Галиции. Нам явно невыгодно, во имя идеи национального сентиментализма, присоединять к нашему Отечеству область, потерявшую с ним всякую живую связь. Ведь на ничтожную горсть русских по духу галичан, сколько мы получим поляков, евреев, украинизированных униатов? Так называемое украинское или мазепинское движение сейчас у нас не страшно, но не следует давать ему разрастаться, увеличивая число беспокойных украинских элементов, так как в этом движении несомненный зародыш крайне опасного малороссийского сепаратизма, при благоприятных условиях могущего достигнуть совершенно неожиданных размеров».
В случае поражения России в войне, которую П. Н. Дурново представляет как тяжёлую, он предрекает ей впадение «в беспросветную анархию, исход которой трудно предвидеть». Автор записки скептически относится к парламентской оппозиции, считая её интеллигентской по своему составу и оторванной от народа, и предсказывает, что в случае революции она быстро потеряет контроль над ситуацией.

«Особенно благоприятную почву для социальных потрясений представляет, конечно, Россия, где народные массы, несомненно, исповедуют принципы бессознательного социализма… Русский простолюдин, крестьянин и рабочий одинаково не ищет политических прав, ему и ненужных, и непонятных. Крестьянин мечтает о даровом наделении его чужою землёю, рабочий — о передаче ему всего капитала и прибылей фабриканта, и дальше этого их вожделения не идут. И стоит только широко кинуть эти лозунги в население, стоит только правительственной власти безвозвратно допустить агитацию в этом направлении, — Россия, несомненно, будет ввергнута в анархию, пережитую ею в приснопамятный период смуты 1905—1906 годов… Война с Германией создаст исключительно благоприятные условия для такой агитации. Как уже было отмечено, война эта чревата для нас огромными трудностями и не может оказаться триумфальным шествием в Берлин. Неизбежны и военные неудачи, — будем надеяться, частичные, — неизбежными окажутся и те или другие недочеты в нашем снабжении. При исключительной нервности нашего общества, этим обстоятельствам будет придано преувеличенное значение, а при оппозиционности этого общества всё будет поставлено в вину правительству.»
По мнению Дурново, «в случае неудачи, возможность которой, при борьбе с таким противником, как Германия, нельзя не предвидеть, — социальная революция, в самых крайних её проявлениях, у нас неизбежна…». Последствия неудач на фронте автор записки видит следующим образом: «…социалистические лозунги, единственные, которые могут поднять и сгруппировать широкие слои населения, сначала чёрный передел, а засим и общий раздел всех ценностей и имуществ. Побеждённая армия, лишившаяся, к тому же, за время войны наиболее надёжного кадрового своего состава, охваченная в большей части стихийно общим крестьянским стремлением к земле, окажется слишком деморализованною, чтобы послужить оплотом законности и порядка. Законодательные учреждения и лишённые действительного авторитета в глазах народа оппозиционно-интеллигентные партии будут не в силах сдержать расходившиеся народные волны, ими же поднятые, и Россия будет ввергнута в беспросветную анархию, исход которой не поддаётся даже предвидению».
Не менее мрачным выглядит прогноз для самой Германии в случае её поражения: «…озлобленные рабочие массы явятся восприимчивой почвой противоаграрной, а затем и антисоциальной пропаганды социалистических партий. В свою очередь, эти последние, учитывая оскорблённое патриотическое чувство и накопившееся вследствие проигранной войны народное раздражение … свернут с пути мирной революции, на котором они до сих пор так стойко держались, и станут на чисто революционный путь…словом, создастся такая обстановка, которая мало чем будет уступать, по своей напряжённости, обстановке в России».
В исторической публицистике записку Дурново называют «пророческой»: считается, что все предсказанные в ней события сбылись. Американский историк Ричард Пайпс пишет, что документ «так точно предсказывает ход грядущих событий, что, не будь столь несомненно его происхождение, можно было бы заподозрить позднейшую подделку».
В частности, Дурново предсказывает борьбу за власть в 1917 году, когда интеллигентские партии, доминировавшие во Временном правительстве, быстро потеряли власть, уступив её энергичным левым радикалам, привлёкшим народ популистскими лозунгами, «сначала чёрный передел [земли], а засим и общий раздел всех ценностей и имуществ». Кроме того, записка фактически предсказывает и режим Веймарской республики в Германии, породивший приход к власти Гитлера.
Сам П. Н. Дурново не дожил до исполнения своих мрачных пророчеств, умерев своей смертью в 1915 году.

## Публикации
- Записка П. Н. Дурново / публикация и комментарии Б. С. Котова и А. А. Иванова // Свет и тени Великой войны. Первая мировая в документах эпохи. М., РОССПЭН, 2014.
- Котов Б. С., Иванов А. А. «Предвидение необычайной силы»: о «пророческой» записке П. Н. Дурново // Там же.